# مجازات اعدام در ایالات متحده آمریکا

نقشه‌ای که وضعیت حقوقی مجازات اعدام در ایالات متحده را بر پایه صلاحیت قضایی نشان می‌دهد. مجازات اعدام در سراسر ایالات متحده برای برخی از جنایات فدرال استفاده می‌شود.

استفاده از تزریق کشنده در ایالات متحده.

مجازات اعدام در ایالات متحده آمریکا در سطح فدرال، ۲۷ ایالت، به علاوهٔ ساموآی آمریکا قانونی است. همچنین برای برخی از جرایم در دادگاه‌های نظامی نیز قانونی است. مجازات اعدام در ۲۷ ایالت و پایتخت فدرال این کشور یعنی واشنگتن دی. سی. لغو شده است. با وجود قانونی بودن اعدام در ۲۷ ایالت، فقط ۱۹ ایالت قادر به اجرای حکم اعدام هستند و در بقیهٔ ایالت‌ها به علاوه ساموآی آمریکا و دادگاه‌های نظامی، مجازات اعدام به حالت تعلیق درآمده.
در کنار ژاپن، تایوان و سنگاپور، ایالات متحده یکی از چهار کشور پیشرفته دموکراتیک و یکی از ۵۴ کشوری در سراسر جهان است که حکم اعدام در آن همچنان قانونی است.
وجود حکم اعدام در آمریکا به دوران مستعمره ویرجینیا بازمی‌گردد.
بین سال‌های ۱۹۶۷ و ۱۹۷۷ اعدامی در ایالات متحده اتفاق نیفتاد. در سال ۱۹۷۲، دیوان عالی ایالات متحده آمریکا در پرونده فرمن در برابر جورجیا، ساختارهای قانونی اعدام را لغو کرد و همه محکومیت‌های اعدام در آن زمان را به حبس ابد کاهش یافت. در پی آن، اکثریت ایالت‌ها قوانین موضوعه جدیدی برای مجازات مرگ تصویب کردند. دیوان عالی مجددا قانونی بودن مجازات اعدام را در پروندهٔ گرگ در برابر جورجیا در سال ۱۹۷۶ مورد تأیید قرار داد. از آن زمان، بیش از ۸٬۷۰۰ مدعی علیه به مرگ محکوم شده‌اند؛ که ۱٬۵۵۰ مورد از آن‌ها اعدام شده‌اند. حداقل ۱۹۰ نفر که از سال ۱۹۷۲ به مرگ محکوم شده‌اند از آن زمان تبرئه شده‌اند. ۲۴۱۴ نفر محکوم به اعدام تا ۱ آوریل ۲۰۲۲ هنوز در انتظار اعدام بودند.
وزارت دادگستری دونالد ترامپ در سال ۲۰۱۹ اعلام کرد که قصد دارد اعدام‌ها برای جرایم فدرال را از سر بگیرد. در ۱۴ ژوئیه ۲۰۲۰، دنیل لویس دی به اولین زندانی اعدام شده توسط حکومت فدرال از سال ۲۰۰۳ تبدیل شد. سیزده زندانی در انتظار اعدام از زمان از سرگیری اعدام‌های فدرال در ژوئیه ۲۰۲۰ اعدام شده‌اند. آخرین مورد اعدام فدرال مربوط به داستین هیگینز در ۱۶ ژانویه ۲۰۲۱ بود. در ۱ ژوئیه ۲۰۲۱، دادستان کل مریک گارلند تعلیق مجدد مجازات مرگ در سطح فدرال را اعلام کرد.
تا مارس ۲۰۲۴، ۴۲ نفر در صف اعدام فدرال قرار داشته‌اند.

## لغو و احیا اعدام
سه ایالت میشیگان در ۱۸۴۷، ویسکانسین در ۱۸۵۳، و ماین در ۱۸۸۷ مجازات اعدام برای قتل را در سده ۱۹ (میلادی) لغو کردند. مینه‌سوتا در ۱۹۱۱، ورمانت در ۱۹۶۴، آیووا و ویرجینیای غربی در ۱۹۶۵، و داکوتای شمالی در ۱۹۷۳ ایالت‌های بعدی لغو مجازات اعدام بودند. هاوایی مجازات اعدام را در ۱۹۴۸، آلاسکا در ۱۹۵۷، پورتوریکو در ۱۹۲۹، و ناحیه کلمبیا در ۱۹۸۱ آن را لغو کردند. آریزونا و اورگان به ترتیب در ۱۹۱۶ و ۱۹۶۴ با رای مردم مجازات اعدام را لغو کردند. اما هر دو، مجازات اعدام را دوباره با رای مردم پس از چند سال به کار گرفتند. آریزونا در سال ۱۹۱۸ و اورگان در ۱۹۷۸ مجازات اعدام را احیا کردند. در اورگان، مجازات اعدام توسط دادگاه عالی اورگان در سال ۱۹۸۱ لغو شد، اما رای‌دهندگان اورگان دوباره مجازات اعدام را در سال ۱۹۸۴ بازگرداندند. دولت دونالد ترامپ نیز در سال ۲۰۱۹ پس از ۱۷ سال، اجرای مجازات اعدام را از سر گرفت و تا پایان ریاست‌جمهوری او ۱۳ نفر با حکم دادگاه فدرال، اعدام شدند.
پورتوریکو و میشیگان تنها دو حوزه قضایی ایالات متحده هستند که صریحاً مجازات اعدام را به ترتیب در سال ۱۹۵۲ و ۱۹۶۴ در قانون اساسی خود ممنوع کردند.
در ایالات مختلف، لغو و احیای مجازات اعدام، فراز و نشیب‌های طولانی را طی کرده در مجموع مجازات اعدام در ایالت‌های زیر لغو شدند:
در مجموع ۲۱ ایالت به‌علاوه ناحیه کلمبیا و پورتوریکو مجازات اعدام را برای همه جنایات لغو کرده‌اند. در جدول زیر ایالت‌ها و تاریخی است که ایالت مجازات اعدام را لغو کرده است. میشیگان نخستین سرزمین انگلیسی زبان در جهان بود که در سال ۱۸۴۷ مجازات اعدام را لغو کرد. اگرچه خیانت، به جرم مجازات اعدام در میشیگان با وجود لغو در سال ۱۸۴۷ مجازات اعدام باقی ماند ورمونت مجازات اعدام را برای همه جرایم به جز خیانت لغو کرده است.
| ایالت          | سال  | آخرین اعدام |
| -------------- | ---- | ----------- |
| آلاسکا         | ۱۹۵۷ | ۱۹۵۰        |
| کلرادو         | ۲۰۲۰ | ۱۹۹۷        |
| کنتیکت         | ۲۰۱۲ | ۲۰۰۵        |
| دلاور          | ۲۰۱۶ | ۲۰۱۲        |
| ناحیه کلمبیا   | ۱۹۸۱ | ۱۹۵۷        |
| هاوایی         | ۱۹۵۷ | ۱۹۴۷        |
| ایلینوی        | ۲۰۱۱ | ۱۹۹۹        |
| آیوا           | ۱۹۶۵ | ۱۹۶۳        |
| مین            | ۱۸۸۷ | ۱۸۸۵        |
| مریلند         | ۲۰۱۳ | ۲۰۰۵        |
| ماساچوست       | ۱۹۸۴ | ۱۹۴۷        |
| میشیگان        | ۱۸۴۷ | -           |
| مینه‌سوتا       | ۱۹۱۱ | ۱۹۰۶        |
| نیوهمپشایر     | ۲۰۱۹ | ۱۹۳۹        |
| نیوجرسی        | ۲۰۰۷ | ۱۹۶۳        |
| نیومکزیکو      | ۲۰۰۹ | ۲۰۰۱        |
| نیویورک        | ۲۰۰۷ | ۱۹۶۴        |
| داکوتای شمالی  | ۱۹۷۳ | ۱۹۰۵        |
| رود آیلند      | ۱۹۸۴ | ۱۸۴۵        |
| پورتوریکو      | ۱۹۲۹ | ۱۹۲۷        |
| واشینگتن       | ۲۰۱۸ | ۲۰۱۰        |
| ویرجینیای غربی | ۱۹۶۵ | ۱۹۵۹        |
| ویسکانسین      | ۱۸۵۳ | ۱۸۵۱        |

## دوران تزریق کشنده
از سال ۱۹۷۶ تا ۲۸ اکتبر ۲۰۲۰، ۱۵۲۶ مورد اعدام انجام شده است که از این تعداد ۱۳۳۴ مورد از طریق تزریق کشنده، ۱۶۳ مورد از طریق برق گرفتگی، ۱۱ مورد از طریق استنشاق گاز، ۳ مورد از طریق طناب دار، و ۳ مورد از طریق تیراندازی صورت گرفته است.

## آمار اعدام بر پایه سال
| ۱۹۷۷ | ۱۹۷۸ | ۱۹۷۹ | ۱۹۸۰ | ۱۹۸۱ | ۱۹۸۲ | ۱۹۸۳ | ۱۹۸۴ | ۱۹۸۵ | ۱۹۸۶ | ۱۹۸۷ | ۱۹۸۸ | ۱۹۸۹ | ۱۹۹۰ | ۱۹۹۱ | ۱۹۹۲ | ۱۹۹۳ | ۱۹۹۴ | ۱۹۹۵ | ۱۹۹۶ | ۱۹۹۷ | ۱۹۹۸ |
| ---- | ---- | ---- | ---- | ---- | ---- | ---- | ---- | ---- | ---- | ---- | ---- | ---- | ---- | ---- | ---- | ---- | ---- | ---- | ---- | ---- | ---- |
| ۱    | ۰    | ۲    | ۰    | ۱    | ۲    | ۵    | ۲۱   | ۱۸   | ۱۸   | ۲۵   | ۱۱   | ۱۶   | ۲۳   | ۱۴   | ۳۱   | ۳۸   | ۳۱   | ۵۶   | ۴۵   | ۷۴   | ۶۸   |
| ۱۹۹۹ | ۲۰۰۰ | ۲۰۰۱ | ۲۰۰۲ | ۲۰۰۳ | ۲۰۰۴ | ۲۰۰۵ | ۲۰۰۶ | ۲۰۰۷ | ۲۰۰۸ | ۲۰۰۹ | ۲۰۱۰ | ۲۰۱۱ | ۲۰۱۲ | ۲۰۱۳ | ۲۰۱۴ | ۲۰۱۵ | ۲۰۱۶ | ۲۰۱۷ | ۲۰۱۸ | ۲۰۱۹ | ۲۰۲۰ |
| ۹۸   | ۸۵   | ۶۶   | ۷۱   | ۶۵   | ۵۹   | ۶۰   | ۵۳   | ۴۲   | ۳۷   | ۵۲   | ۴۶   | ۴۳   | ۴۳   | ۳۹   | ۳۵   | ۲۸   | ۲۰   | ۲۳   | ۲۵   | ۲۲   | ۱۴   |

## عوامل تشدید کننده مجازات اعدام
چندین ایالت، کشتار کودک را در فهرست عوامل تشدید کننده قرار داده‌اند. اما سن قربانی که مجازات اعدام در آن منجر به قتل می‌شود متفاوت است. در سال ۲۰۱۱ تگزاس این سن را از شش به ده سال افزایش داد.

### عوامل تشدید کننده در دادگاه فدرال
برای اینکه فردی در صورت مجرم بودن به قتل درجه یک، مجاز به مجازات اعدام شود، هیئت منصفه یا دادگاه (در صورت عدم وجود هیئت منصفه) باید حداقل یکی از شانزده عامل تشدید کننده را که در جریان ارتکاب جرم وجود داشته است، تعیین کند. در زیر لیستی از ۱۶ عامل تشدید کننده قانون فدرال آمده است.
1. قتل هنگام ارتکاب جرم دیگر.[۳۴]
2. مجرم به جرم جداگانه ای از جمله اسلحه گرم پیش از قتل سنگین محکوم شده باشد.
3. محکوم شدن به جرم جداگانه ای که مجازات مرگ یا حبس ابد پیش از قتل سنگین مجاز بوده است.
4. محکوم شدن به جرم جداگانه خشونت‌آمیز پیش از قتل سنگین.
5. مجرم در حین ارتکاب جرم حداقل ۱ یا چند نفر دیگر را در معرض خطر مرگ قرار داده است.
6. مجرم این جنایت را به‌طور ظالمانه، فجیع یا شرورانه انجام داده است.
7. مجرم این جرم را برای منافع مالی مرتکب شده است.
8. مجرم این جرم را به دلیل سود مالی مرتکب شده است.
9. این قتل از پیش برنامه‌ریزی شده بود، شامل برنامه‌ریزی برای انجام آن بود، یا بزهکار علائم اولیه ارتکاب جرم را نشان داد، مانند نگه داشتن یک روزنامه از جزئیات جرم[۳۵] و ارسال مواردی در اینترنت.[۳۶]
10. مجرم پیش از این حداقل به دو جرم مواد مخدر محکوم شده بود.
11. قربانی در هنگام حمله قادر به دفاع از خود نبود.
12. متخلف قبلاً به جرم مواد مخدر فدرال محکوم شده بود.
13. متخلف در یک تجارت طولانی مدت فروش مواد مخدر به افراد زیر سن قانونی شرکت داشت.
14. یک مقام عالی‌رتبه مانند رئیس‌جمهور ایالات متحده، رهبر یک کشور دیگر یا یک افسر پلیس به قتل رسانده.
15. مجرم قبلاً به اتهام حمله جنسی یا تجاوز به کودک محکوم شده بود.
16. در هنگام ارتکاب جرم، مجرم چندین نفر را کشته است.[۳۷]

## در میان نژادها
آمریکایی‌های آفریقایی‌تبار ۴۱٪ از زندانیان محکوم به اعدام را تشکیل می‌دهند در حالی که تنها ۱۲٫۶٪ از جمعیت عمومی را تشکیل می‌دهند. آنها ۳۴٪ از کسانی را که از سال ۱۹۷۶ اعدام شده‌اند، تشکیل داده‌اند. ۵/۵۲ درصد از کل بزهکاران بین ۱۹۸۰ و ۲۰۰۸ آفریقایی آمریکایی بودند.
تقریباً ۵/۱۳ درصد زندانیان محکوم به اعدام از نژاد اسپانیایی‌تبار یا لاتین هستند در حالی که آنها ۱۷٫۴ درصد از جمعیت عمومی را تشکیل می‌دهند.
از ۱۹۵۳ (میلادی) تاکنون، لیزا مونت‌گومری تنها زنی است که بر پایه حکم یک دادگاه فدرال، اعدام می‌شود.

## تبرئه شدگان
از سال ۱۹۸۹ تاکنون ۲٬۶۸۴ نفر تبرئه شده‌اند و بیش از ۲۴ هزار و ۱۵۰ سال عمر از دست رفته این افراد در دوران محکومیت است.

## فهرست مجرمان نوجوان اعدام شده از سال ۱۹۷۶ در ایالات متحده

همه مجرمان نوجوان اعدام شده از سال ۱۹۷۶ تاکنون مرد بودند:
| عدد | تاریخ             | نام                        | سن (حین ارتکاب جرم) | سن (هنگام اعدام) | ایالت          | روش         | منبع   |
| --- | ----------------- | -------------------------- | ------------------- | ---------------- | -------------- | ----------- | ------ |
| ۱   | September ۱۱ ۱۹۸۵ | Charles Francis Rumbaugh   | ۱۷                  | ۲۸               | Texas          | تزریق کشنده | [ ۴۲ ] |
| ۲   | January ۱۰ ۱۹۸۶   | James Terry Roach          | ۱۷                  | ۲۵               | South Carolina | برق گرفتگی  | [ ۴۳ ] |
| ۳   | May ۱۵ ۱۹۸۶       | Jay Kelly Pinkerton        | ۱۷                  | ۲۴               | Texas          | تزریق کشنده | [ ۴۴ ] |
| ۴   | May ۱۸ ۱۹۹۰       | Dalton Prejean             | ۱۷                  | ۳۰               | Louisiana      | برق گرفتگی  | [ ۴۵ ] |
| ۵   | February ۱۱ ۱۹۹۲  | Johny Frank Garrett        | ۱۷                  | ۲۸               | Texas          | تزریق کشنده | [ ۴۶ ] |
| ۶   | July ۱ ۱۹۹۳       | Curtis Paul Harris         | ۱۷                  | ۳۱               | Texas          | تزریق کشنده | [ ۴۷ ] |
| ۷   | July ۲۸ ۱۹۹۳      | Frederick Lashley          | ۱۷                  | ۲۹               | Missouri       | تزریق کشنده | [ ۴۸ ] |
| ۸   | August ۲۴ ۱۹۹۳    | Ruben Montoya Cantu        | ۱۷                  | ۲۶               | Texas          | تزریق کشنده | [ ۴۹ ] |
| ۹   | December ۷ ۱۹۹۳   | Christopher Burger         | ۱۷                  | ۳۳               | Georgia        | برق گرفتگی  | [ ۵۰ ] |
| ۱۰  | April ۲۴ ۱۹۹۸     | Joseph John Cannon         | ۱۷                  | ۳۸               | Texas          | تزریق کشنده | [ ۵۱ ] |
| ۱۱  | May ۱۸ ۱۹۹۸       | Robert Anthony Carter      | ۱۷                  | ۳۴               | Texas          | تزریق کشنده | [ ۵۲ ] |
| ۱۲  | October ۱۴ ۱۹۹۸   | Dwayne Allen Wright        | ۱۷                  | ۲۴               | Virginia       | تزریق کشنده | [ ۵۳ ] |
| ۱۳  | February ۴ ۱۹۹۹   | Sean Richard Sellers       | ۱۶                  | ۲۹               | Oklahoma       | تزریق کشنده | [ ۵۴ ] |
| ۱۴  | January ۱۰ ۲۰۰۰   | Douglas Christopher Thomas | ۱۷                  | ۲۶               | Virginia       | تزریق کشنده | [ ۵۵ ] |
| ۱۵  | January ۱۳ ۲۰۰۰   | Steve Edward Roach         | ۱۷                  | ۲۳               | Virginia       | تزریق کشنده | [ ۵۶ ] |
| ۱۶  | January ۲۵ ۲۰۰۰   | Glen Charles McGinnis      | ۱۷                  | ۲۷               | Texas          | تزریق کشنده | [ ۵۷ ] |
| ۱۷  | June ۲۲ ۲۰۰۰      | Gray Lee Graham            | ۱۷                  | ۳۶               | Texas          | تزریق کشنده | [ ۵۸ ] |
| ۱۸  | October ۲۲ ۲۰۰۱   | Gerald Lee Mitchell        | ۱۷                  | ۳۳               | Texas          | تزریق کشنده | [ ۵۹ ] |
| ۱۹  | May ۲۸ ۲۰۰۲       | Napoleon Beaziey           | ۱۷                  | ۲۵               | Texas          | تزریق کشنده | [ ۶۰ ] |
| ۲۰  | August ۸ ۲۰۰۲     | T. J. Jones                | ۱۷                  | ۲۵               | Texas          | تزریق کشنده | [ ۶۱ ] |
| ۲۱  | August ۲۸ ۲۰۰۲    | Toronto Markkey Patterson  | ۱۷                  | ۲۴               | Texas          | تزریق کشنده | [ ۶۲ ] |
| ۲۲  | April ۳ ۲۰۰۳      | Scott Allen Hain           | ۱۷                  | ۳۲               | Oklahoma       | تزریق کشنده | [ ۶۳ ] |